# Fischhof (Wien)
Der Fischhof ist eine Straße im 1. Wiener Gemeindebezirk, der Inneren Stadt. Der Name ist seit 1255 nachweisbar und bezieht sich auf den Fischmarkt, der damals hier abgehalten wurde.

## Geschichte

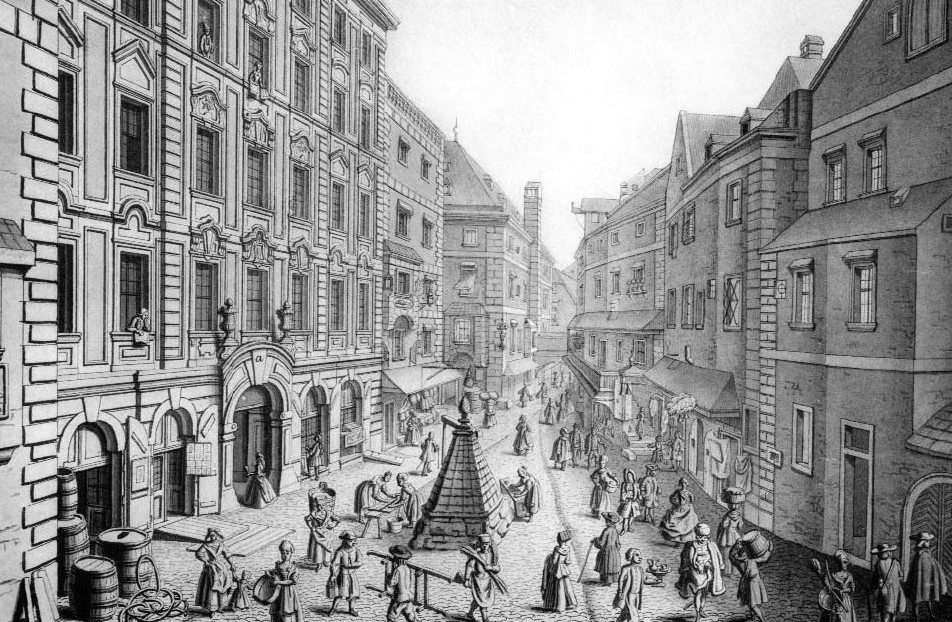
Fischhof (1737)

Im Mittelalter war der Fischhof nur vom Hohen Markt durch einen Torbogen (an der Stelle der heutigen Ankeruhr) und von der Rotgasse durch ein Gässchen zugänglich. Es handelte sich damals um einen hofartigen Platz (cura piscium). Möglicherweise lag hier ein Fischteich, der bereits 1211 erwähnt wird. Am Ende des 13. Jahrhunderts wurde der Fischmarkt, der bisher auf dem Fischhof abgehalten wurde, an die westliche Seite des Hohen Marktes verlegt. Am Ausgang zur Rotgasse befand sich bis 1483 ein Tor.
Der unregelmäßig mit größeren und kleineren Häusern verbaute Platz wurde 1842 umgebaut. Die Häuser zwischen Fischhof und Hohem Markt wurden abgerissen und 1861 durch den Galvagnihof ersetzt, der eine Durchfahrt zum Hohen Markt besaß. Bei der Häuserdemolierung stieß man auf Reste der ältesten Wiener Ringmauer. In der Mitte des 19. Jahrhunderts war der Fischhof Standplatz für die Stellwagen nach Gaudenzdorf und Hundsturm.
1912–1913 wurden der Galvagnihof und die Reste des alten Fischhofs abgerissen. Es entstand der Ankerhof (Hoher Markt 10–12) mit der Ankeruhr und der Bauernmarkt wurde bis zum Fleischmarkt verlängert. Seither ist der Fischhof kein Platz mehr, sondern eine Gasse.

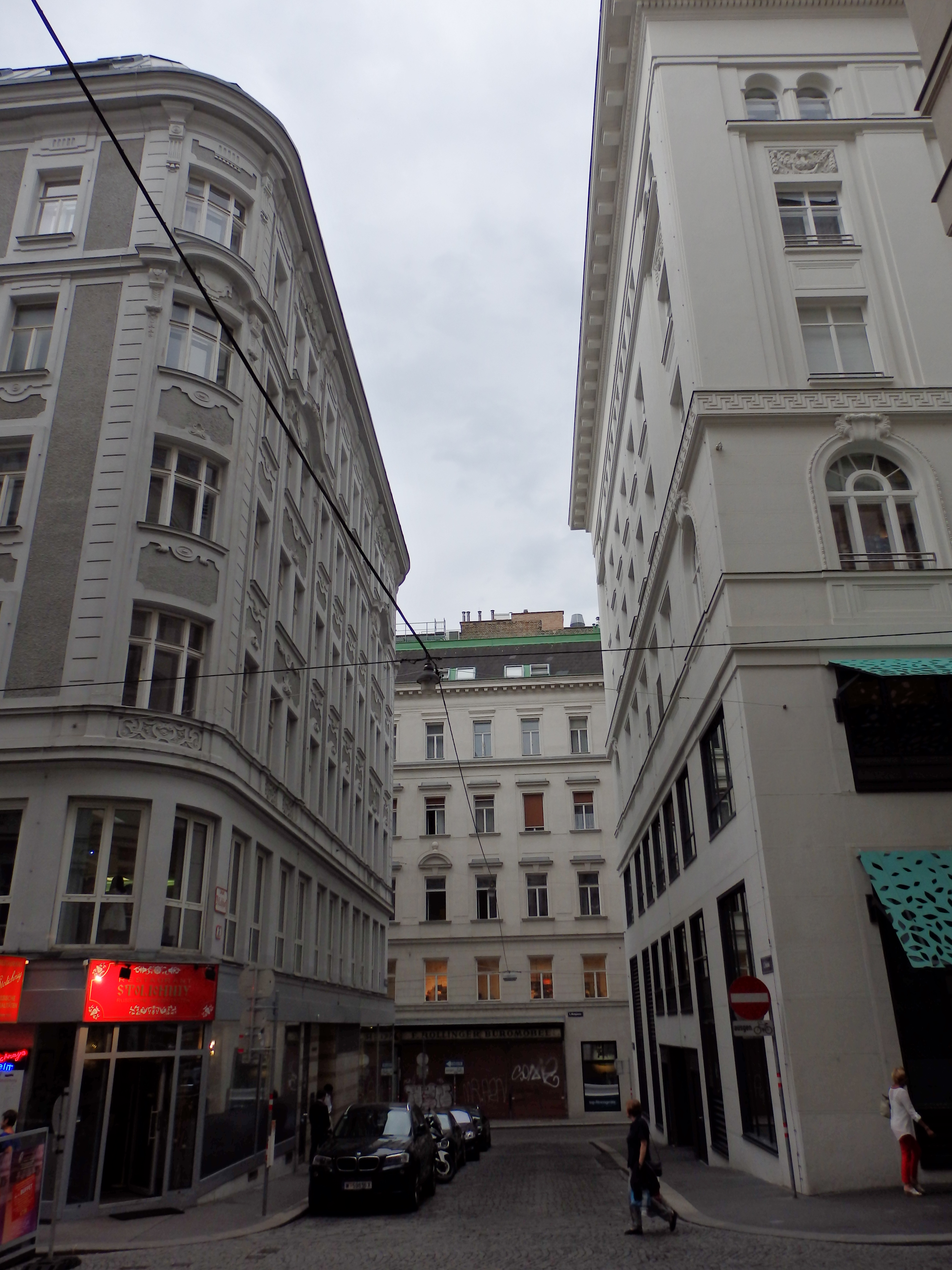
Fischhof vom Bauernmarkt gegen Südosten

## Lage und Charakteristik
Der Fischhof verläuft vom Bauernmarkt in südöstlicher Richtung bis zur Rotgasse. In Verlängerung der Gasse bildet die westliche Straßenflucht des Bauernmarktes, die hier zurückweicht, eine Fortsetzung des Fischhofs, die nur für Fußgänger betretbar ist. Die Gasse selbst wird als Einbahnstraße geführt. Es verkehren hier keine öffentlichen Verkehrsmittel. Fußgängeraufkommen und Autoverkehr sind gering. An der nördlichen Straßenseite liegen ein russisches Restaurant und ein Verkaufsgeschäft. Die Gebäude am Fischhof stammen alle vom Anfang des 20. Jahrhunderts.

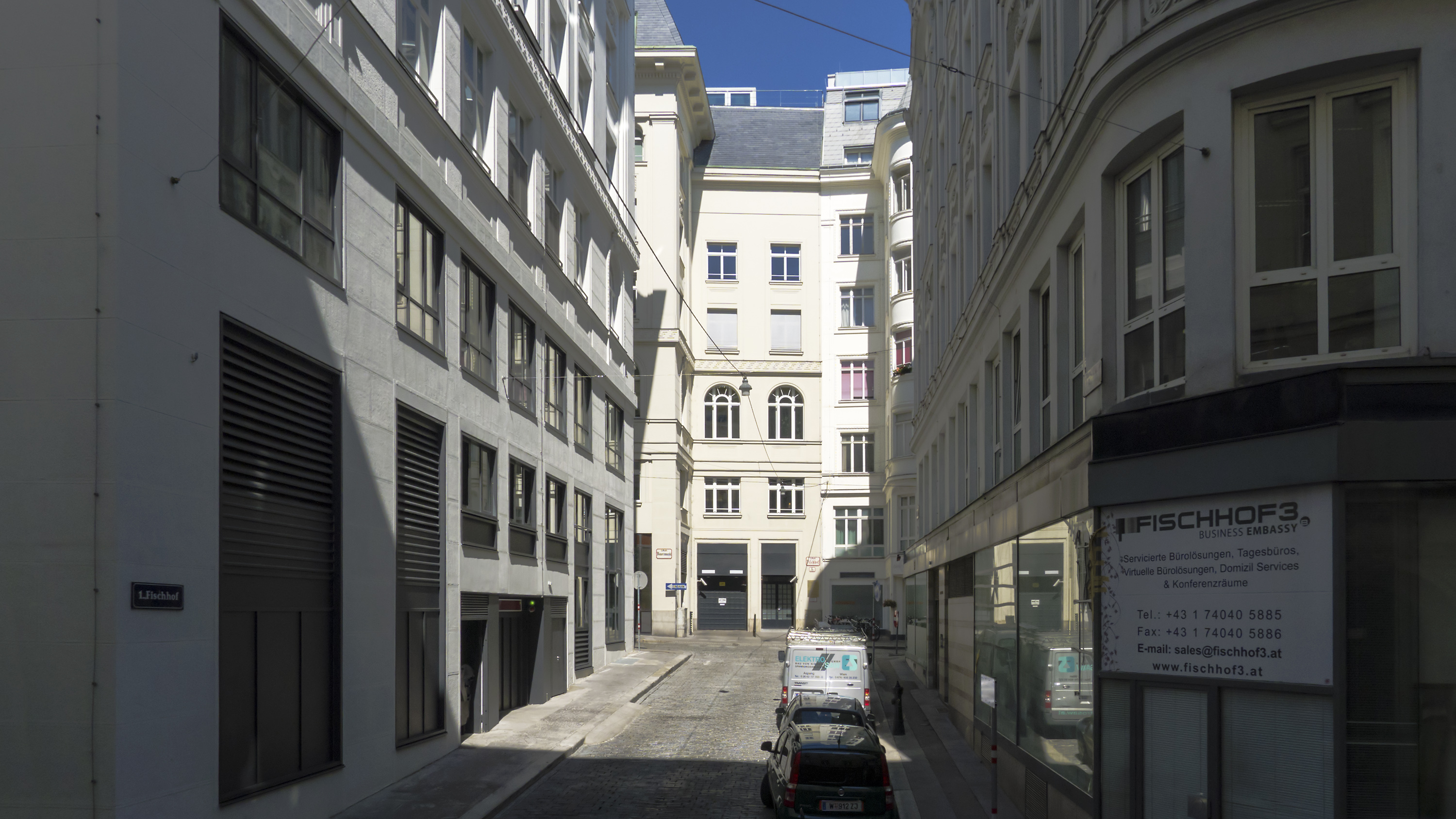
Fischhof von der Rotgasse gegen Nordwesten

## Bauwerke

### Nr. 1, 1A: Ankerhof
Die gesamte südliche Straßenseite sowie die südwestliche Ecke der Verlängerung des Fischhofs jenseits des Bauernmarktes wird von dem umfangreichen Baukomplex des Ankerhofes eingenommen, eines Versicherungsgebäudes. Diese Anlage besteht aus zwei Bauteilen. Der eine Bauteil liegt an drei Seiten freistehend zwischen Judengasse, Hohem Markt und Bauernmarkt mit Verlängerung des Fischhofs; der zweite Bauteil ist völlig freistehend zwischen Hohem Markt, Rotgasse, Fischhof und Bauernmarkt. Beide Baublöcke werden durch die Ankeruhr über dem Bauernmarkt miteinander verbunden. Die neuklassizistischen Bauwerke wurden 1912 bis 1914 von Ernst Gotthilf und Alexander Neumann errichtet. Ihre Hauptadressen sind Hoher Markt 10–12.

### Nr. 2: Miethaus
Das secessionistische Miethaus an der nordwestlichen Ecke des verlängerten Fischhofs jenseits des Bauernmarkts wurde 1910 von Anton Hein erbaut. Es liegt an der Hauptadresse Bauernmarkt 19.

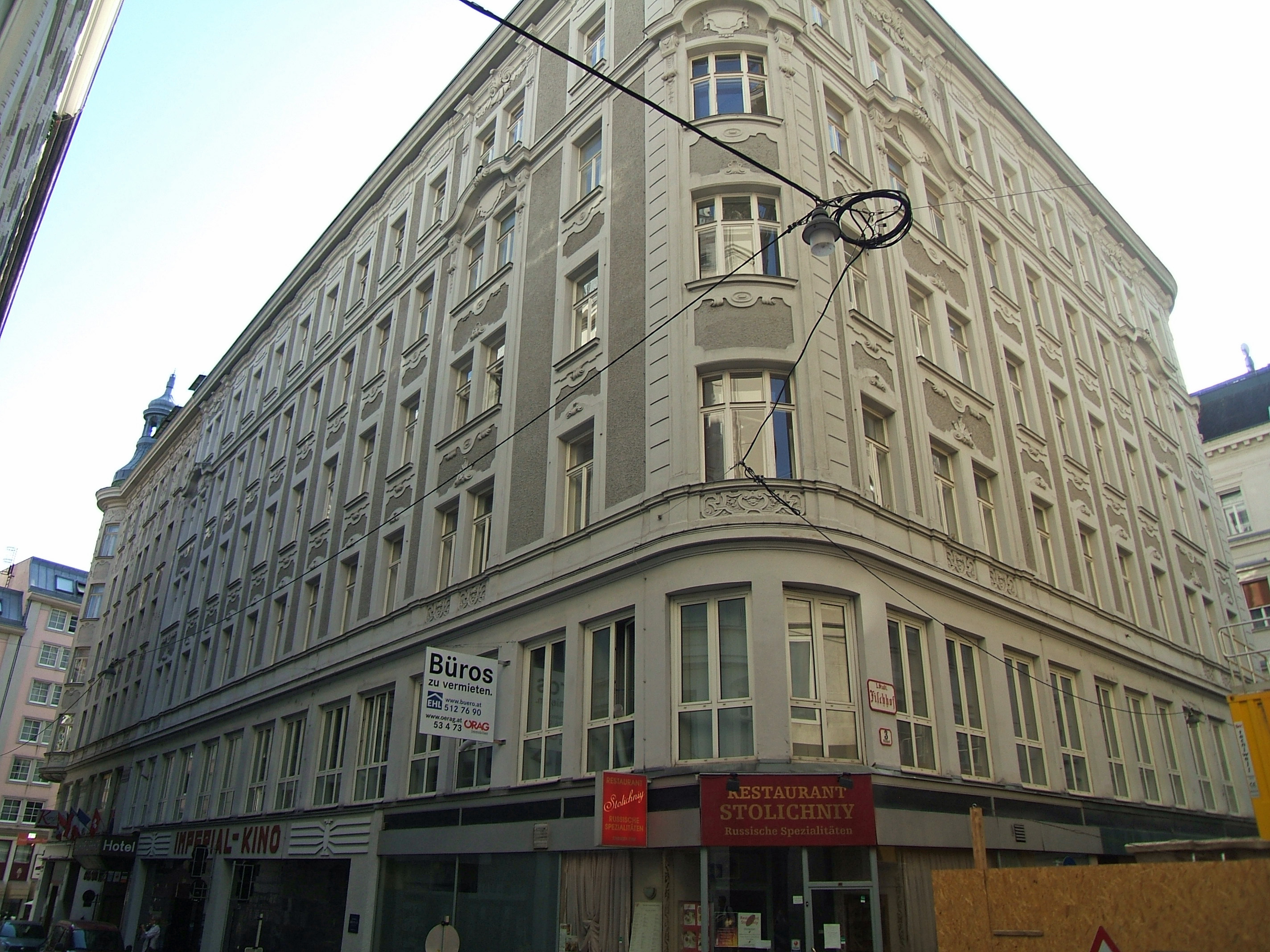
Fischhof 3 (1908)

### Nr. 3: Miethaus
Das große, an drei Seiten freistehende, späthistoristische Miethaus liegt zwischen Bauernmarkt, Fischhof und Rotgasse. In seiner Mitte befindet sich ein Innenhof. Es wurde 1908 in neobarocken Formen von Anton Hein errichtet. Das Erdgeschoß wurde 1920 von Alex Osterberger für das Imperialkino umgebaut. Das Gebäude liegt an der Hauptadresse Bauernmarkt 22. Es steht unter Denkmalschutz.